# 威爾頓 (明尼蘇達州沃西卡縣)
威爾頓（英語：Wilton）是位於美國明尼蘇達州沃西卡縣威爾頓鎮區的一個非建制地區。

## 歷史
威爾頓於1855年成立，曾於1857年至1870年間作為沃西卡縣縣城。威爾頓的郵局於1856年設立，其後於1881年停運。

## 地理
威爾頓所處的海拔為高於海平面338米（即1109英呎），而該地所採用的時區為UTC-6，即北美中部時區（CST）。同時該地設有夏令時間，為UTC-6調快一小時，即UTC-5（CDT）。